# Приходько, Олег Игоревич
Олег Игоревич Приходько (род. 1954) — советский и украинский редактор, сценарист, прозаик.

## Биография
Олег Приходько родился 29 декабря 1954 года в городе Швенчёнеляй в Литве в семье рабочего и учительницы. Окончил Ленинградский институт культуры (1976) и сценарный факультет Всесоюзного государственного института кинематографии (1985).
Был актёром в драмтеатрах Вильнюса и г. Шахты (1978—1981), горнорабочим на шахте (1981—1984), сторожем (1991—1993). Преподавал в Киевском институте театрального искусства.
Дебютировал как киносценарист в фильмах «Как закалялась сталь» в 20 сериях (1988), «Распад» (1990).
Вёл фильмы: «Ныне прославься, сын человеческий» (1990), «Господи, прости нас грешных» (1992) и др.
Член Национального Союза кинематографистов Украины (1991), Конфедерации союзов кинематографистов (1991).
Живёт в Киеве.

## Фильмография
- «Ныне прославься, сын человеческий» (1990, редактор)

Автор сценариев кинокартин:
- «Распад» (1989, в соавт. с М. Беликовым)
- «Украинская вендетта» (1990)
- «Мана» (1991)
- «Способ убийства» (1993)
- «След оборотня» (2001, в соавт.)
- «Кукла» (2002)
- «Все должны умереть» (2007)
- «Психопатка»
- «Мим Бим, или Чужая жизнь» (2007)
- «Реквием для свидетеля» (2008) и др.

Как прозаик печатается с 1992 года: журнал «Грани», журнал «Воин» (1997, № 1-3). Автор ряда книг криминальной прозы, выпущенных издательством «ЭКСМО-Пресс».

## Избранная библиография
- Запретная зона. Роман. 1994;
- Вне закона. Роман. 1995;
- Прыжок рыси. Роман. 1996, 1997;
- Один в чужом пространстве. 1997;
- Жесткий вариант. Романы. 1996, 1997, 2001;
- Золото партии. Роман. 1997;
- Марш роботов. Роман. 1997;
- Каратель. Романы. 1997;
- Оборотень. Роман. 1997;
- Горсть патронов и немного везения. Роман. 1998;
- Личный убийца. Роман. 1998;
- Гриф: возврашение наёмника. Роман. 1999;
- Наёмник возвращает долги. Роман. 2001;
- Хвост фортуны. Роман. 2001;
- Прыжок рыси. Роман. М., «ЭКСМО-Пресс», 2001.

## Награды
- Золотая медаль Венецианского кинофестиваля (1990),
- премии журнала «Радуга» (1993, 1997).